# Banka Credins
Banka Credins Sh.A., meglio nota come Credins Bank, è un istituto di credito privato albanese. Al 2023 è la seconda banca più grande dell'Albania, dopo Banka Kombëtare Tregtare, con una quota di mercato del 16,41%.

## Storia
Fu fondata nel 2003 come prima banca privata con capitale albanese. Già a fine 2004 la banca poteva vantare sette filiali, 55 dipendenti e 12000 clienti.
Nel 2017 la britannica Amryta Capital ha acquistato l'olandese Balkan Financial Sector Equity (BFSE), ottenendo il 14,9% delle azioni di Banka Credins.
Nel 2017 insieme ad American Bank of Investments (ABI) e AK Invest ha fondato Albanian Securities Exchange (ALSE), la prima borsa valori con capitale privato autorizzata nel paese.